# Carlos Carvalhal
Carlos Augusto Soares da Costa Faria Carvalhal (Braga, 4 de noviembre de 1965) es un exfutbolista y director técnico portugués. Actualmente está sin club.

## Trayectoria

### Como jugador
Nacido en Braga, Carvalhal es un defensa central formado en el SC Braga de su ciudad natal. En la temporada 1987-88, en una de sus tres etapas en el club, tuvo uno de sus mejores años en la Primeira Liga, disputando 34 partidos y solo siete veces amonestado, aunque el equipo del Miño solo pudo terminar en undécima posición.
Más tarde, en la temporada 1988–1989 firmó por el FC Porto en el que disputó una temporada. En las siguientes temporadas vestiría las camisetas de los equipos portugueses del Beira-Mar, FC Tirsense, Chaves y S. C. Espinho, hasta retirarse en 1999 con 32 años.

#### Selección nacional
Entre 1985 y 1987, disputó 9 partidos con la Selección de fútbol de Portugal Sub-21.

### Como entrenador

#### Inicios en Portugal
Carvallal comenzó a dirigir en su último club de jugador, el SC Espinho de la Segunda Liga, siendo destituido a principios de su segunda temporada. 
En las siguientes temporada dirige al Freamunde, Vizela y Aves.

#### Leixões
En la temporada 2001-2002, firma por el Leixões de la tercera división lusa, al que logró clasificarlo para disputar la Copa de la UEFA, tras llegar a la final de la Copa de Portugal.

#### Vitória Setúbal
En la temporada 2003-04, firma por el Vitória Setúbal con el que logra el ascenso a la Primeira Liga.

#### Os Belenenses
En la temporada 2004-05 se estrena en la Primera División de Portugal como entrenador al firmar por el Os Belenenses con el que acabó la temporada, pero a principios de 2005-06, Carvalhal fue despedido después de cinco derrotas en ocho partidos. 

#### SC Braga y Beira-Mar
En la temporada siguiente, también sería despedido sucesivamente del SC Braga y Beira-Mar, del que se marchó en diciembre de 2006.

#### Regreso al Vitória Setúbal
En la temporada 2007-08, Carvalhal regresó al Vitória Setúbal para dirigirlo en la Primeira Liga, con el que acabó en sexta posición en la liga, con la posterior clasificación para la Copa de la UEFA. Además, lograría el título de la Copa de la Liga de Portugal en la misma temporada.

#### Asteras Trípolis
En mayo de 2008, Carvalhal aceptó el primer trabajo en el extranjero de su carrera tras firmar el Asteras Tripolis de la Superliga de Grecia. Se marchó en noviembre del mismo año de común acuerdo con el club, dejando al equipo en la 12.ª posición en Liga.

#### Marítimo
En noviembre de 2008, tras rescindir su contrato con el conjunto griego, regresa a Portugal para firmar por el Marítimoterminando cómodamente en la mitad de la tabla. Fue relevado de sus funciones a finales del año 2009.

#### Sporting CP
En noviembre de 2009, firmó por el Sporting CP para reemplazar al despedido Paulo Bento, al que dirigió hasta el final de la temporada, con el Sporting terminando en cuarta posición, 28 puntos por detrás del campeón el S.L. Benfica.

#### Paso por Turquía
El 2 de agosto de 2011, Carvalhal firmó como entrenador del Beşiktaş de la Süper Liga turca. A principios de abril de 2012, con el equipo en segunda posición de la liga y a 20 puntos del líder y rival eterno, el Galatasaray, fue relevado de sus funciones y reemplazado por el que fuera su antecesor, Tayfur Havutçu.
En mayo de 2012, Carvalhal firmó por el İstanbul Başakşehir F.K. también de la Süper Liga turca, al que dirigió hasta noviembre del mismo año, tras ir en el puesto 14 de la liga.

#### Sheffield Wednesday
El 30 de junio de 2015, después de casi tres años de inactividad, Carvalhal fue nombrado entrenador del Sheffield Wednesday de la English Football League Championship, al que llevó a la sexta posición en su campaña de debut y, posteriormente, los clasificó para los play-offs. Uno de sus mejores logros en su temporada de debut en Inglaterra, fue ganar por 3-0 al Arsenal en la FA Cup. 
En mayo de 2017, Carvalhal se convirtió en el primer portugués en ganar el premio al mejor entrenador del Mes de la English Football League Championship. Esa temporada volvió a clasificar al equipo para los play-offs de ascenso a la Premier League, pero fueron derrotados por el Huddersfield Town en los penaltis.
El 24 de diciembre de 2017, rescinde su contrato con el Sheffield Wednesday dejándolo en la mitad baja de la tabla clasificatoria.

#### Swansea City
El 28 de diciembre de 2017, cuatro días después de dejar el Sheffield Wednesday, firma por el Swansea City de la Premier League tras el despido de Paul Clement la semana anterior. En enero de 2018, fue nombrado mejor entrenador del mes de la Premier League, después de dos victorias consecutivas en la liga en casa contra el Liverpool (1-0) y el Arsenal (3-1).
El 18 de mayo de 2018, tras no poder evitar el descenso del club, Carvalhal abandonó el Swansea City.

#### Río Ave
En la temporada 2019-20, Carvalhal regresó a Portugal para dirigir al Rio Ave FC de la Primeira Liga, llevando al equipo de Vila do Conde a la clasificación para la Europa League en quinto lugar, logrando 55 puntos, la mejor puntuación del equipo en su historia.

#### SC Braga
El 28 de julio de 2020, dos días después de dejar el Rio Ave FC, Carvalhal firmó un contrato de dos años por el SC Braga en su segunda etapa en el club de su ciudad natal. El 23 de enero de 2021, su equipo perdió la final de la Copa de la Liga de Portugal por un gol a cero ante el Sporting CP, partido en el que fue expulsado junto con el entrenador del equipo rival, Rúben Amorim.
En 2021, conquistó la Copa de Portugal con el SC Braga tras derrotar al SL Benfica por dos goles a cero en la final.
En la temporada 2021-22, volvió a terminar cuarto en la Liga portuguesa con el SC Braga, alcanzando los cuartos de final de la Europa League, donde cayeron eliminados ante el Glasgow Rangers en la prórroga. El 16 de mayo de 2022, pidió a la junta directiva que le permitiera salir y dejó el club de su ciudad natal.

#### Al Wahda
El 1 de junio de 2022, firmó un contrato de un año con el Al Wahda FC de la UAE Pro League, pero sería despedido el 3 de octubre del mismo año tras sumar 4 puntos en el mismo número de partidos.

#### Celta de Vigo
El 2 de noviembre de 2022, fue anunciado como nuevo entrenador del Celta de Vigo de la Primera División de España, para sustituir a Eduardo Coudet, hasta el 30 de junio de 2024. El 10 de junio de 2023, tras lograr la permanencia en la última jornada, el club anunció que no iba a continuar en el banquillo celeste.

#### Olympiakos FC
El 5 de diciembre de 2023, se convierte en nuevo entrenador del Olympiakos en sustitución de Diego Martínez.En febrero, y tras haber clasificado al equipo para la Conference League y siendo cuartos en la liga griega, deja el equipo junto con el director deportivo portugués Pedro Alves, con el que había reforzado la plantilla con hasta ocho nuevas incorporaciones en el mercado invernal. 

#### SC Braga
El 12 de agosto de 2024, inició su tercera etapa en el SC Braga. Luego de clasificar a la UEFA Europa League, el club anunció su salida en mayo de 2025.

## Clubes

### Como jugador
| Club      | País     | Año       |
| --------- | -------- | --------- |
| Braga     | Portugal | 1983–1985 |
| Chaves    | Portugal | 1985–1986 |
| Braga     | Portugal | 1986–1988 |
| Porto     | Portugal | 1988–1989 |
| Beira-Mar | Portugal | 1989-1990 |
| Braga     | Portugal | 1990–1992 |
| Tirsense  | Portugal | 1992–1993 |
| Chaves    | Portugal | 1993–1995 |
| Espinho   | Portugal | 1995–1999 |

### Como entrenador
| Club                | País                   | Año       |
| ------------------- | ---------------------- | --------- |
| Espinho             | Portugal               | 1998–1999 |
| Freamunde           | Portugal               | 1999–2000 |
| Vizela              | Portugal               | 2000      |
| Aves                | Portugal               | 2000–2001 |
| Leixões             | Portugal               | 2001–2002 |
| Vitória Setúbal     | Portugal               | 2003–2004 |
| Belenenses          | Portugal               | 2004–2005 |
| Braga               | Portugal               | 2006      |
| Beira-Mar           | Portugal               | 2006–2007 |
| Vitória Setúbal     | Portugal               | 2007–2008 |
| Asteras Tripolis    | Grecia                 | 2008–2009 |
| Marítimo            | Portugal               | 2009      |
| Sporting CP         | Portugal               | 2009–2010 |
| Beşiktaş            | Turquía                | 2011–2012 |
| İstanbul Başakşehir | Turquía                | 2012      |
| Sheffield Wednesday | Inglaterra             | 2015–2017 |
| Swansea City        | Inglaterra             | 2017–2018 |
| Rio Ave             | Portugal               | 2019–2020 |
| Braga               | Portugal               | 2020–2022 |
| Al Wahda            | Emiratos Árabes Unidos | 2022      |
| Celta de Vigo       | España                 | 2022–2023 |
| Olympiakos          | Grecia                 | 2023-2024 |
| Braga               | Portugal               | 2024-2025 |

## Estadísticas como entrenador
| Club                | País                   | Año       | PJ  | PG  | PE  | PP  | Rendimiento |
| ------------------- | ---------------------- | --------- | --- | --- | --- | --- | ----------- |
| Espinho             | Portugal               | 1998-1999 | 47  | 17  | 13  | 17  | 45.39%      |
| Freamunde           | Portugal               | 1999-2000 | 24  | 9   | 7   | 8   | 54.17%      |
| Vizela              | Portugal               | 2000      | 14  | 8   | 3   | 3   | 64.28%      |
| Aves                | Portugal               | 2000-2001 | 22  | 2   | 8   | 12  | 21.21%      |
| Leixões             | Portugal               | 2001-2002 | 64  | 42  | 13  | 9   | 72.4%       |
| Vitória Setúbal     | Portugal               | 2003-2004 | 38  | 20  | 11  | 7   | 62.28%      |
| Belenenses          | Portugal               | 2004-2005 | 46  | 18  | 8   | 20  | 44.93%      |
| Braga               | Portugal               | 2006      | 13  | 6   | 2   | 5   | 51.28%      |
| Beira-Mar           | Portugal               | 2006-2007 | 6   | 1   | 2   | 3   | 27.78%      |
| Vitória Setúbal     | Portugal               | 2007-2008 | 43  | 19  | 16  | 8   | 56.59%      |
| Asteras Tripolis    | Grecia                 | 2008-2009 | 10  | 2   | 5   | 3   | 36.67%      |
| Marítimo            | Portugal               | 2009      | 18  | 2   | 8   | 8   | 25.92%      |
| Sporting CP         | Portugal               | 2009-2010 | 33  | 16  | 7   | 10  | 55.55%      |
| Beşiktaş            | Turquía                | 2011-2012 | 47  | 22  | 9   | 16  | 53.19%      |
| İstanbul Başakşehir | Turquía                | 2012      | 12  | 3   | 2   | 7   | 30.56%      |
| Sheffield Wednesday | Inglaterra             | 2015-2017 | 131 | 56  | 38  | 37  | 52.42%      |
| Swansea City        | Inglaterra             | 2017-2018 | 25  | 8   | 8   | 9   | 42.67%      |
| Rio Ave             | Portugal               | 2019-2020 | 42  | 20  | 11  | 11  | 59.17%      |
| Braga               | Portugal               | 2020-2022 | 104 | 58  | 20  | 26  | 62.18%      |
| Al Wahda            | Emiratos Árabes Unidos | 2022      | 4   | 1   | 1   | 2   | 33.33%      |
| Celta de Vigo       | España                 | 2022-2023 | 29  | 10  | 8   | 11  | 43.68%      |
| Olympiakos          | Grecia                 | 2023-2024 | 11  | 5   | 3   | 3   | 54.54%      |
| Braga               | Portugal               | 2024-2025 | 50  | 28  | 10  | 12  | 62.67%      |
| Total               | Total                  | Total     | 833 | 373 | 213 | 247 | 53.3%       |